# Rosen-Flechtenbärchen

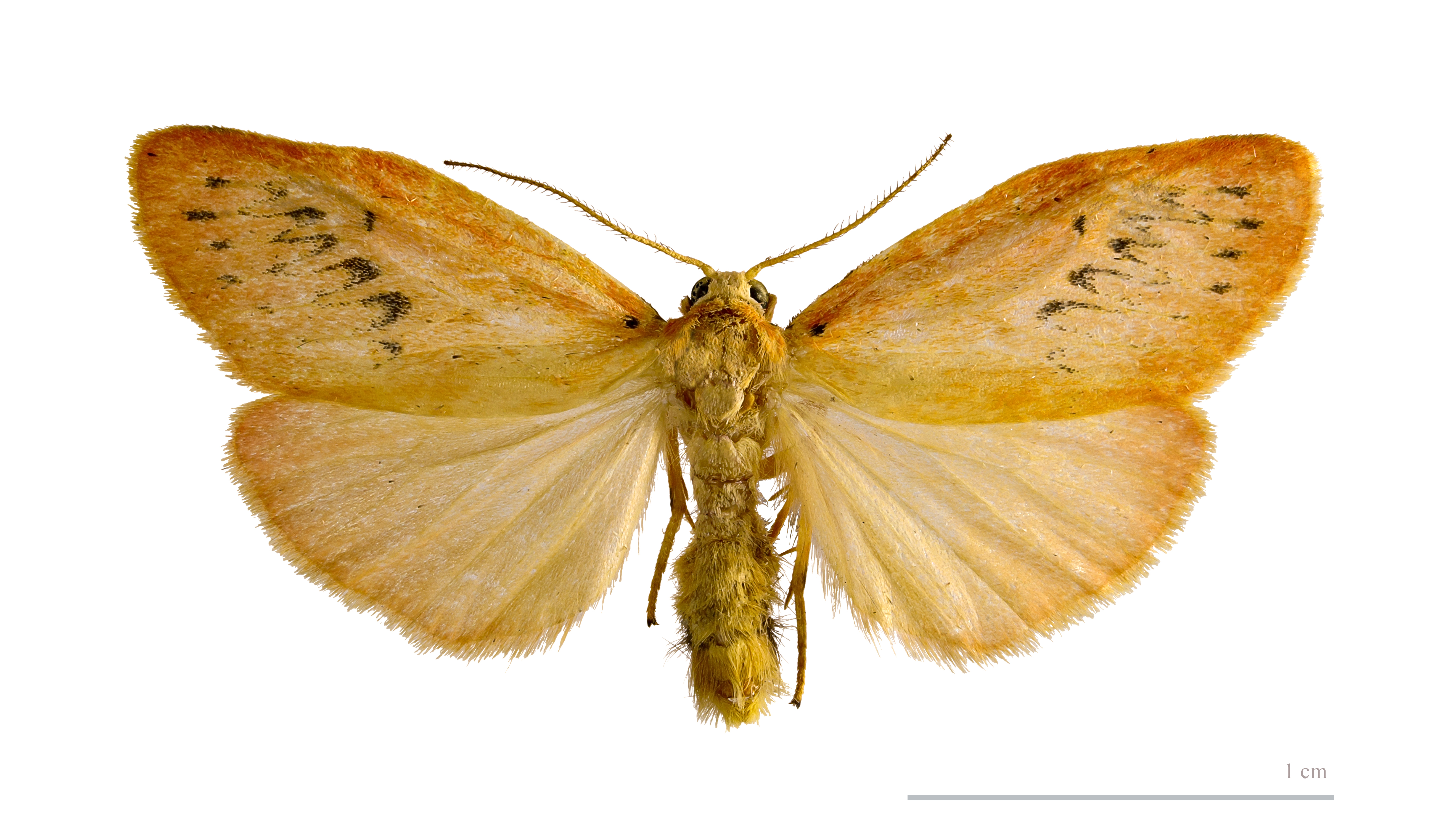
Präparat von Miltochrista miniata

Das Rosen-Flechtenbärchen oder die Rosenmotte (Miltochrista miniata) ist ein Schmetterling (Nachtfalter) aus der Unterfamilie der Bärenspinner (Arctiinae).

## Merkmale
Die Falter erreichen eine Flügelspannweite von 23 bis 27 Millimetern und haben einen ockerfarbenen bis orangen Körper. Die ebenso gefärbten Vorderflügel haben einen breiten blassroten Vorder- und Außenrand. In der hinteren Flügelhälfte befindet sich eine schwarze stark gewellte Linie und parallel zum Außenrand mehrere Punkte in der gleichen Farbe. Nahe dem Flügelansatz kann darüber hinaus auch eine feine schwarze, leicht gewellte Linie verlaufen. Es gibt Exemplare, bei denen der Flügelrand gelb statt blassrot gefärbt ist.
Die Raupen werden etwa 17 Millimeter lang und sind schwarzgrau gefärbt. Sie besitzen ab dem zweiten Segment lange, dichte, schwarze Haare, die jeweils in einem Kranz um das Segment angeordnet sind.

## Vorkommen
Die Tiere kommen in Nord- und Mitteleuropa in luftfeuchten, warmen Misch-, Bruch- und Moorwäldern und in mit Büschen dicht bewachsenen Gegenden weit verbreitet, aber selten vor.

## Lebensweise
Die Imagines sind nachtaktiv, man kann sie aber manchmal auch tagsüber beim Blütenbesuch beobachten. 

### Flug- und Raupenzeiten
Das Rosen-Flechtenbärchen fliegt in einer Generation von Mitte Juni bis Mitte August. Gelegentlich werden auch Tiere bereits Anfang Mai bzw. Ende September und Anfang Oktober gefunden. Die Raupen findet man ab August und nach der Überwinterung bis in den Juni des darauffolgenden Jahres.

### Nahrung der Raupen
Die Raupen ernähren sich von Flechten, wie etwa der Gewöhnlichen Gelbflechte (Xanthoria parietina). Sie lassen sich aber auch mit Salat aufzüchten. 

## Entwicklung
Die Weibchen legen ihre Eier in kleinen Grüppchen an Baumrinde ab. Die Raupen leben auf Ästen von Laubbäumen wie etwa Buchen, Eichen und Birken. Sie überwintern unter Rinde, bevor sie sich im darauffolgenden Jahr an einem Ast in einem dichten bräunlichen Gespinst, in dem auch die eigenen Haare eingewoben werden, verpuppen.

## Gefährdung und Schutz
- Rote Liste BRD: V (auf der Vorwarnliste).[3]